# Get Crunk, Who U Wit: Da Album
Get Crunk, Who U Wit: Da Album – debiutancki album grupy Lil Jon & the East Side Boyz wydany w 1996 roku. Singel "Who U Wit" stał się klubowym hitem w całym południowym USA.

## Lista utworów
1. "Album Intro" – 0:26
2. "Bounce Dat Ass" – 5:38
3. "Shake Your Booty" – 5:41
4. "Get Crunk" (Intro) – 0:49
5. "Get Crunk" – 4:24
6. "Who U Wit?" (Intro) – 1:03
7. "Who U Wit?" – 4:32
8. "Shawty Freak a Lil Sumtin'" (Intro) – 0:14
9. "Shawty Freak a Lil' Sumtin'" – 4:07
10. "Giddy Up Let's Ride/Giddy Up Let's Ride" (Outro) – 4:02
11. "Who U Wit?" [Bass Remix] – 4:15
12. "Cut Up" (Intro) – 1:15
13. "Cut Up" – 4:05
14. "Y'all Don't Feel Me"	– 4:50
15. "ATL" (Intro) – 0:25
16. "ATL" – 3:57
17. "Sign Off" – 0:33